# Gezworene (stadsbestuur)
Een gezworene (Latijn: iuratus) was in de middeleeuwen en tijdens het ancien régime in het algemeen iemand die een (ambts)eed had afgelegd. Meestal wordt bedoeld iemand die onder toezicht van de burgemeester(s) een stad meebestuurt en er recht spreekt.
In een stad als Maastricht varieerde het aantal gezworenen in de loop der eeuwen: 24 volgens het edict van 1372, acht volgens het edict van 1379, en vanaf 1409 elf. In het tweeherige Maastricht betekende dat, om recht te kunnen spreken er evenveel gezworenen van Luikse als van Brabantse (later Staatse) zijde aanwezig moesten zijn, met de Luikse en Brabants-Staatse burgemeester. Bij geschillen over bevoegdheden beslisten de commissarissen-deciseurs, de vertegenwoordigers van de prins-bisschop van Luik en de Staten-Generaal der Nederlanden. De gezworenen kwamen eenmaal per week bij elkaar. Ze kozen uit hun midden twee mesmeesters (leden van het laaggerecht die gewapende misdrijven moesten onderzoeken) en twee forfaitmeesters (leden van het laaggerecht die andere misdrijven moesten onderzoeken, zoals beledigingen, bedreigingen, godslastering, enz.). Gezworenen hadden tevens de taak om de armen te helpen.